# Dinsheim-sur-Bruche
Dinsheim-sur-Bruche (deutsch Dinsheim) ist eine französische Gemeinde mit 1501 Einwohnern (Stand 1. Januar 2021) im Département Bas-Rhin in der Europäischen Gebietskörperschaft Elsass und in der Region Grand Est. Das Dorf hieß bis 2003 offiziell nur Dinsheim und wurde, um Verwechslungen mit Dingsheim zu vermeiden, schließlich umbenannt. Der Anhang zum Ortsnamen rührt vom Fluss Bruche (dt. Breusch), an dem der Ort liegt. Das nationale statistische Amt INSEE hatte Dinsheim bereits in der Volkszählung 1999 als Dinsheim-sur-Bruche bezeichnet.

## Geografie
Dinsheim liegt westlich von Molsheim und Mutzig, in der Vorbergzone zwischen den Vogesen und der Oberrheinebene. Das Dorf befindet sich nördlich der Breusch, am anderen Ufer liegt die Gemeinde Gresswiller, wo sich auch ein Bahnhof der Strecke Straßburg–Saales befindet. Durch die Markung Dinsheim führen die Nationalstraße N 420 und die Departementsstraße D 392.

## Geschichte
Ein römischer Münzfund, spätantike Töpferwaren und merowingische Gräber lassen auf eine sehr frühe Besiedlung schließen. Erstmals urkundlich erwähnt wird Dinsheim in einer Schenkungsurkunde von 762 (Reg.Als.208), als Pippin III., auch „der Jüngere“ oder „der Kurze“ genannt, das Frankenreich beherrschte.
Von 1871 bis zum Ende des Ersten Weltkrieges gehörte Dinsheim-sur-Bruche als Teil des Reichslandes Elsaß-Lothringen zum Deutschen Reich und war dem Kreis Molsheim im Bezirk Unterelsaß zugeordnet.

### Bevölkerungsentwicklung
| Jahr      | 1910  | 1962 | 1968 | 1975 | 1982  | 1990 | 1999 | 2007 | 2017 |
| Einwohner | 1.024 | 1281 | 1330 | 1347 | 1.282 | 1275 | 1340 | 1313 | 1476 |

## Sehenswürdigkeiten
Nördlich des Dorfes erhebt sich der Schiebenberg (317 m); dort steht seit 1875 auf einem Sandsteinsockel die vergoldete Statue einer „Madonna mit Kind“.
Ein weiteres markantes Bauwerk ist die Kirche „Saints Simon et Jude“ im neoklassizistischen Stil. Sie wurde von  1828 bis 1832 erbaut.

## Persönlichkeiten
- Jacques-Emile Sontag (* 1869 in Dinsheim; † 1918 in Urmia), römisch-katholischer Erzbischof von Isfahan mit Sitz in Urmia, Märtyrer

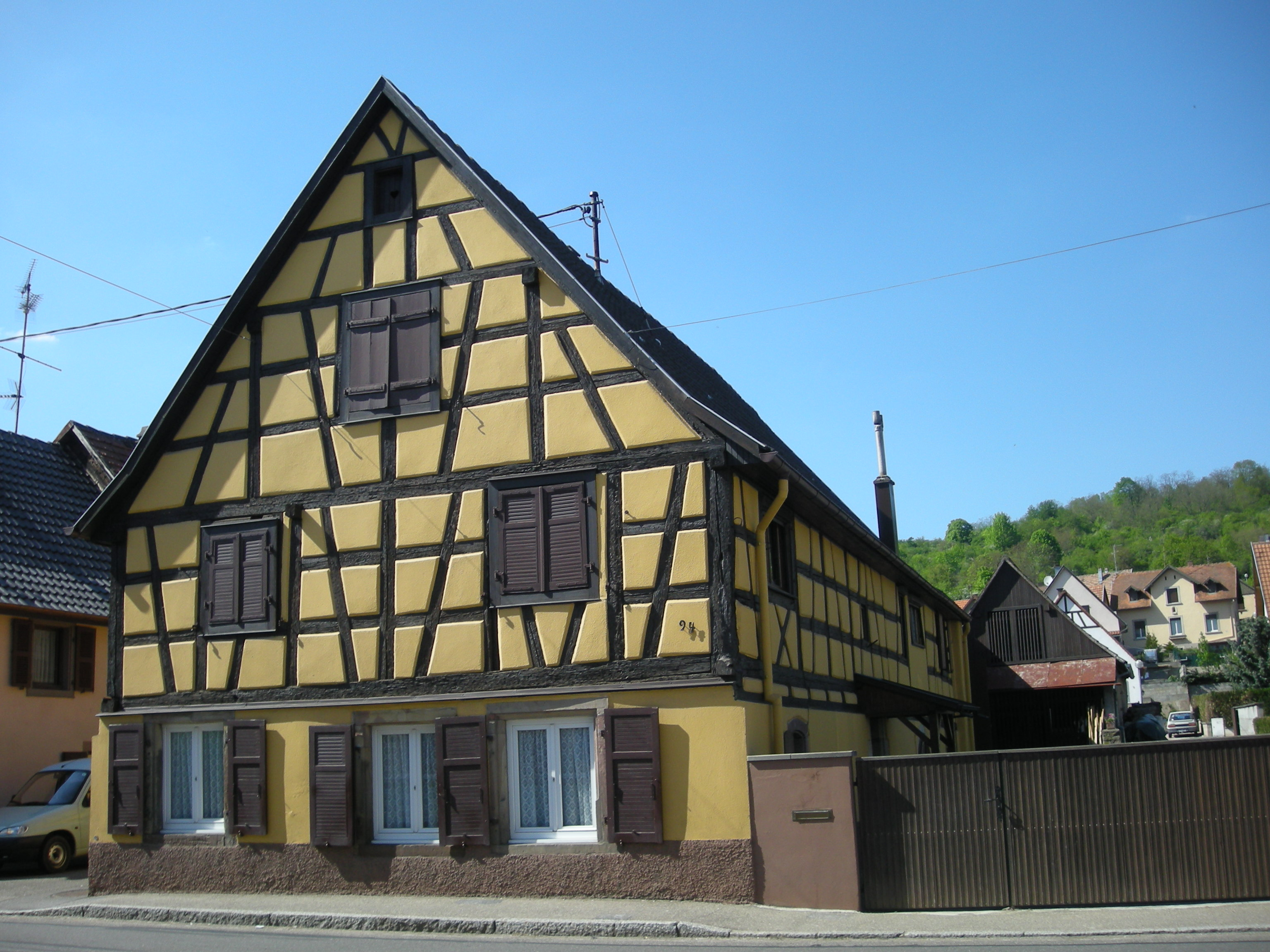
Fachwerkhaus in Dinsheim
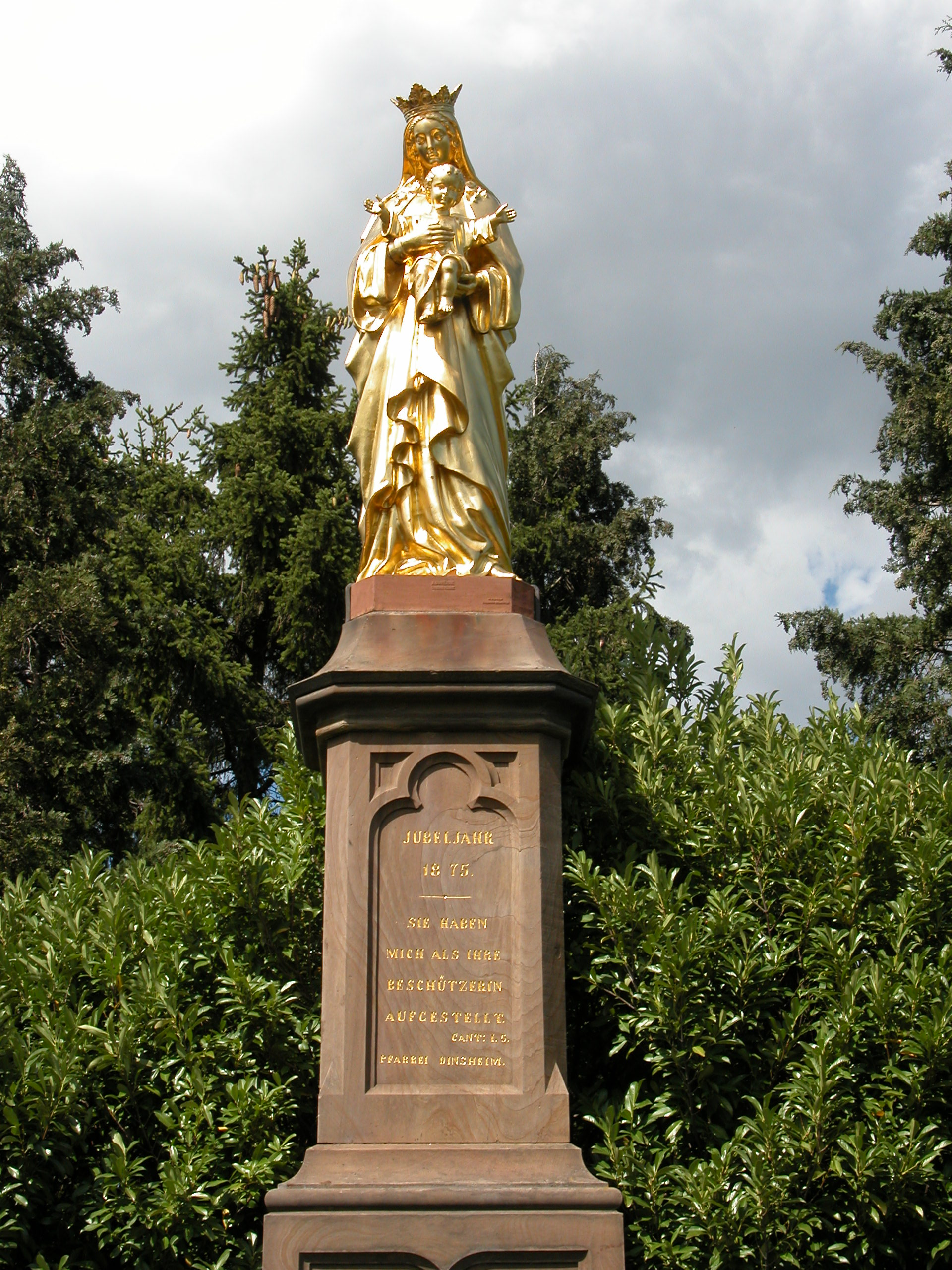
Statue auf dem Schiebenberg
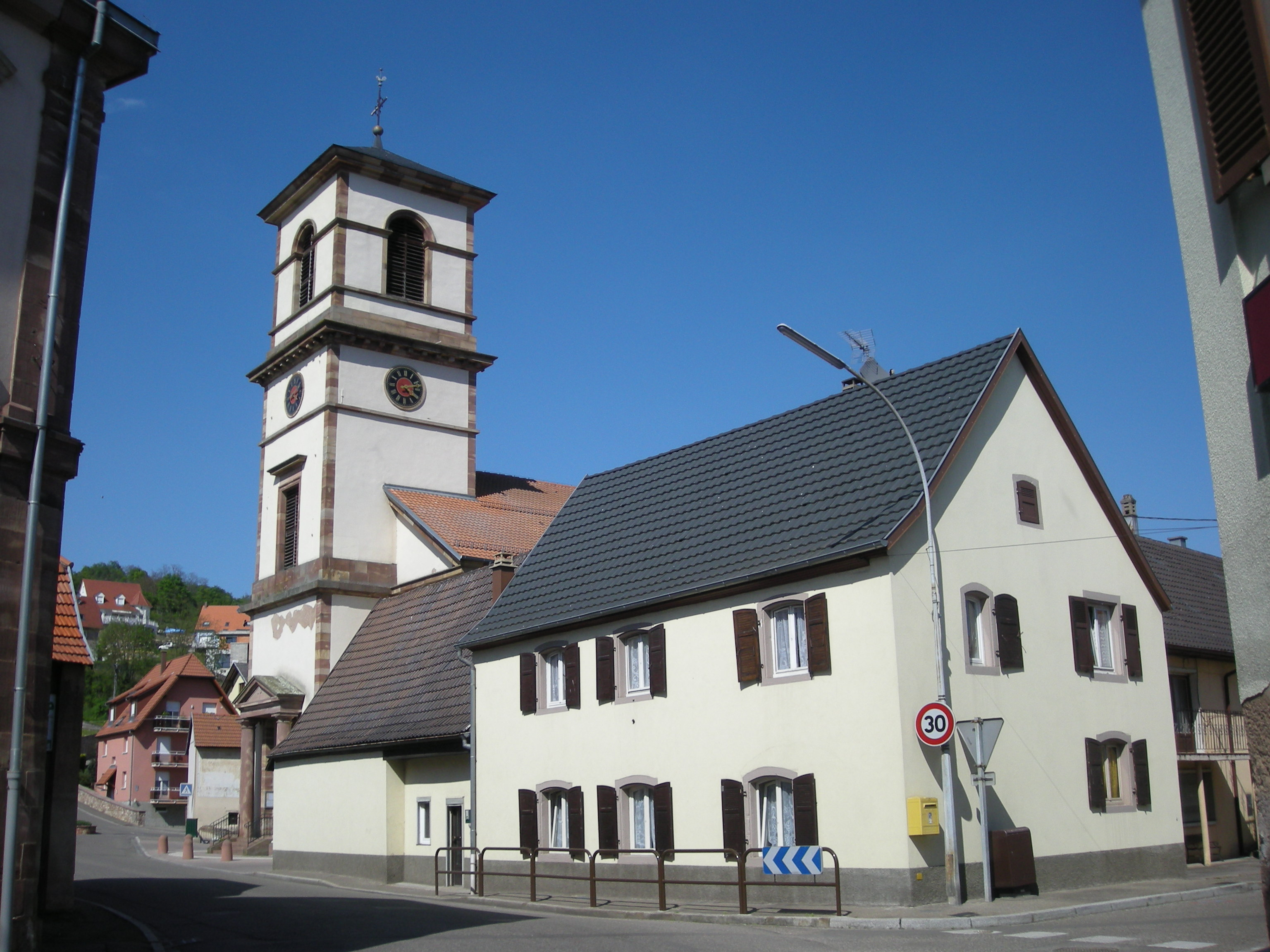
Ortsmitte Dinsheim mit Kirche